# مسجد الرسول الأعظم

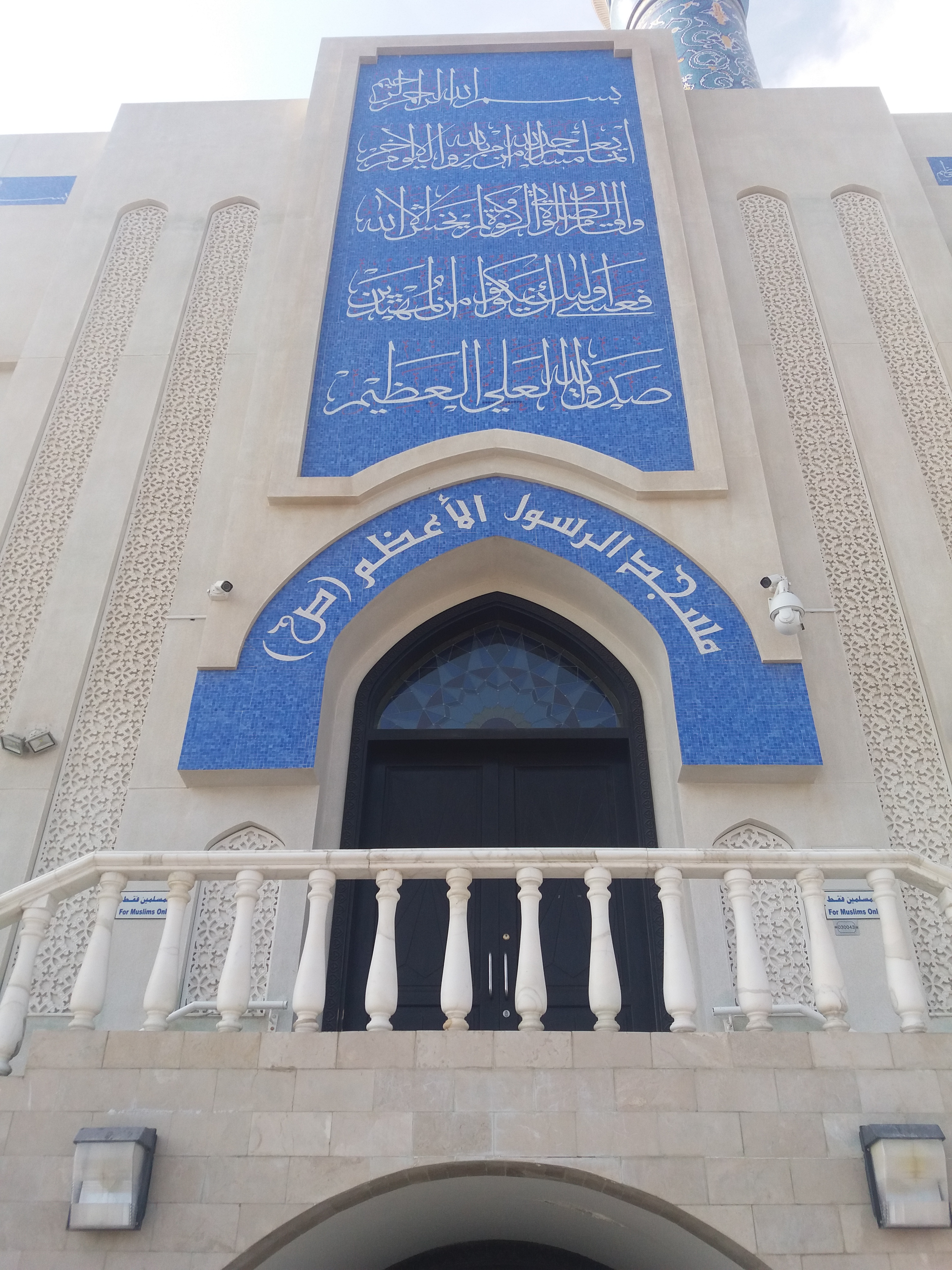
مسجد الرسول الأعظم مطرح

مسجد أو جامع الرسول الأعظم في مطرح مسقط، هو المسجد الرئيسي لقبيلة اللواتية في مسقط، وهو معروف أيضاً باسم مسجد اللواتي، ويقع هذا المسجد الذي يعود إلى القرن الخامس عشر في كورنيش مطرح، وهو مثال جيد على العمارة الإسلامية التقليدية، وإن السمة اللافتة للمسجد هي القبة الزرقاء والمئذنة المزيّنة بتفاصيل من الفسيفساء التي تحمل نصوصاً من القرآن الكريم، ويُعرف هذا المسجد باحتفالاته الشيعية خلال مناسبات إسلامية متعددة.
هُدم وجُدد عدة مرات وفي النصف الأول من القرن الرابع عشر الهجري الموافق لأوائل القرن العشرين الميلادي أعيد بناؤه من جديد بقاعة ورواق وصحن مع سبلة مطلة على الساحل من جهة الشرق. وفي عام ١٣٥٤ هجري الموافق ١٩٣٣ أوصل الرواق بالسبلة من جهة الجنوب. وفي عام ١٣٩٧ هجري الموافق ١٩٧٧ أعيد بناؤه من طابقين، وفي عام ١٤١٧ هجري الموافق ١٩٩٧ أعيد بناؤه من ثلاثة طوابق بشكله الحالي بعد ان أضيفت اليه مساحات بهدم البيوت من جهة الشمال والغرب والجنوب. وتم افتتاحه بعون الله وتوفيقه يوم الأحد الموافق السادس عشر من شهر ذي القعدة ١٤١٨ هجري الموافق ١٥ مارس ١٩٩٨ ميلادي.